# Campeonato Mundial de Handebol Feminino de 2003
O Campeonato Mundial de Handebol Feminino de 2003 foi a 16ª edição do Campeonato Mundial de Handebol Feminino. Foi disputado em  na Croácia, de 2 a 14 de dezembro de 2003, organizado pela Federação Internacional de Handebol (IHF) e pela Federação Croata de Handebol.

## Equipes Participantes
| Grupo A             | Grupo B       | Grupo C   | Grupo D         |
| ------------------- | ------------- | --------- | --------------- |
| Austrália           | Angola        | Argentina | Alemanha        |
| Brasil              | Áustria       | Japão     | China           |
| Croácia             | Coreia do Sul | Noruega   | Costa do Marfim |
| Espanha             | Chéquia       | Roménia   | Dinamarca       |
| França              | Rússia        | Tunísia   | Eslovênia       |
| Sérvia e Montenegro | Uruguai       | Ucrânia   | Hungria         |

## Fase Preliminar

### Grupo A
| Time                | P | V | E | D | GP  | GC  | SG   | Pts |
| ------------------- | - | - | - | - | --- | --- | ---- | --- |
| França              | 5 | 5 | 0 | 0 | 149 | 98  | +51  | 10  |
| Espanha             | 5 | 4 | 0 | 1 | 150 | 120 | +30  | 8   |
| Sérvia e Montenegro | 5 | 3 | 0 | 2 | 165 | 143 | +22  | 6   |
| Croácia             | 5 | 2 | 0 | 3 | 142 | 122 | +20  | 4   |
| Brasil              | 5 | 1 | 0 | 4 | 136 | 155 | -19  | 2   |
| Austrália           | 5 | 0 | 0 | 5 | 74  | 178 | -104 | 0   |

- Encontros disputados

| Data     | Partida             | Partida | Partida             | Resultado |
| -------- | ------------------- | ------- | ------------------- | --------- |
| 02.12.03 | Sérvia e Montenegro | -       | Austrália           | 41 - 18   |
| 02.12.03 | Croácia             | -       | Brasil              | 32 - 25   |
| 02.12.03 | França              | -       | Espanha             | 28 - 25   |
| 03.12.03 | Espanha             | -       | Sérvia e Montenegro | 33 - 27   |
| 03.12.03 | Austrália           | -       | Croácia             | 12 - 38   |
| 03.12.03 | Brasil              | -       | França              | 15 - 33   |
| 04.12.03 | Espanha             | -       | Brasil              | 27 - 25   |
| 04.12.03 | Sérvia e Montenegro | -       | Croácia             | 28 - 24   |
| 04.12.03 | França              | -       | Austrália           | 33 - 13   |
| 06.12.03 | Austrália           | -       | Espanha             | 12 - 36   |
| 06.12.03 | Croácia             | -       | França              | 20 - 28   |
| 06.12.03 | Sérvia e Montenegro | -       | Brasil              | 44 - 41   |
| 07.12.03 | Brasil              | -       | Austrália           | 30 - 19   |
| 07.12.03 | Croácia             | -       | Espanha             | 28 - 29   |
| 07.12.03 | França              | -       | Sérvia e Montenegro | 27 - 25   |

### Grupo B
| Time          | P | V | E | D | GP  | GC  | SG   | Pts |
| ------------- | - | - | - | - | --- | --- | ---- | --- |
| Rússia        | 5 | 5 | 0 | 0 | 153 | 106 | +47  | 10  |
| Coreia do Sul | 5 | 4 | 0 | 1 | 165 | 113 | +52  | 8   |
| Áustria       | 5 | 3 | 0 | 2 | 165 | 130 | +35  | 6   |
| Chéquia       | 5 | 2 | 0 | 3 | 126 | 125 | +1   | 4   |
| Angola        | 5 | 1 | 0 | 4 | 119 | 120 | -1   | 2   |
| Uruguai       | 5 | 0 | 0 | 5 | 77  | 211 | -134 | 0   |

- Encontros disputados

| Data     | Partida       | Partida | Partida       | Resultado |
| -------- | ------------- | ------- | ------------- | --------- |
| 02.12.03 | Rússia        | -       | Coreia do Sul | 28 - 27   |
| 02.12.03 | Chéquia       | -       | Uruguai       | 46 - 16   |
| 02.12.03 | Áustria       | -       | Angola        | 29 - 19   |
| 03.12.03 | Coreia do Sul | -       | Chéquia       | 31 - 18   |
| 03.12.03 | Angola        | -       | Rússia        | 22 - 26   |
| 03.12.03 | Uruguai       | -       | Áustria       | 20 - 47   |
| 04.12.03 | Coreia do Sul | -       | Angola        | 27 - 21   |
| 04.12.03 | Chéquia       | -       | Áustria       | 22 - 29   |
| 04.12.03 | Rússia        | -       | Uruguai       | 38 - 15   |
| 06.12.03 | Chéquia       | -       | Angola        | 24 - 18   |
| 06.12.03 | Áustria       | -       | Rússia        | 26 - 30   |
| 06.12.03 | Uruguai       | -       | Coreia do Sul | 12 - 41   |
| 07.12.03 | Rússia        | -       | Chéquia       | 31 - 16   |
| 07.12.03 | Áustria       | -       | Coreia do Sul | 34 - 39   |
| 07.12.03 | Angola        | -       | Uruguai       | 39 - 14   |

### Grupo C
| Time      | P | V | E | D | GP  | GC  | SG  | Pts |
| --------- | - | - | - | - | --- | --- | --- | --- |
| Ucrânia   | 5 | 4 | 1 | 0 | 158 | 116 | +42 | 9   |
| Noruega   | 5 | 4 | 0 | 1 | 163 | 108 | +55 | 8   |
| Roménia   | 5 | 3 | 1 | 1 | 158 | 123 | +35 | 7   |
| Japão     | 5 | 2 | 0 | 3 | 133 | 153 | -20 | 4   |
| Tunísia   | 5 | 1 | 0 | 4 | 118 | 133 | -15 | 2   |
| Argentina | 5 | 0 | 0 | 5 | 74  | 171 | -97 | 0   |

- Encontros disputados

| Data     | Partida   | Partida | Partida   | Resultado |
| -------- | --------- | ------- | --------- | --------- |
| 02.12.03 | Japão     | -       | Tunísia   | 30 - 24   |
| 02.12.03 | Noruega   | -       | Ucrânia   | 29 - 30   |
| 02.12.03 | Roménia   | -       | Argentina | 43 - 13   |
| 03.12.03 | Ucrânia   | -       | Roménia   | 28 - 28   |
| 03.12.03 | Tunísia   | -       | Noruega   | 25 - 27   |
| 03.12.03 | Argentina | -       | Japão     | 16 - 24   |
| 05.12.03 | Ucrânia   | -       | Tunísia   | 33 - 15   |
| 05.12.03 | Noruega   | -       | Argentina | 45 - 13   |
| 05.12.03 | Roménia   | -       | Japão     | 41 - 30   |
| 06.12.03 | Argentina | -       | Ucrânia   | 14 - 28   |
| 06.12.03 | Japão     | -       | Noruega   | 19 - 33   |
| 06.12.03 | Roménia   | -       | Tunísia   | 25 - 23   |
| 07.12.03 | Japão     | -       | Ucrânia   | 30 - 39   |
| 07.12.03 | Noruega   | -       | Roménia   | 29 - 21   |
| 07.12.03 | Tunísia   | -       | Argentina | 31 - 18   |

### Grupo D
| Time            | P | V | E | D | GP  | GC  | SG  | Pts |
| --------------- | - | - | - | - | --- | --- | --- | --- |
| Hungria         | 5 | 4 | 0 | 1 | 171 | 129 | +42 | 8   |
| Eslovênia       | 5 | 4 | 0 | 1 | 149 | 141 | +8  | 8   |
| Alemanha        | 5 | 3 | 1 | 1 | 144 | 121 | +23 | 7   |
| Dinamarca       | 5 | 2 | 1 | 2 | 113 | 119 | -6  | 5   |
| China           | 5 | 1 | 0 | 4 | 135 | 153 | -18 | 2   |
| Costa do Marfim | 5 | 0 | 0 | 5 | 117 | 166 | -49 | 0   |

- Encontros disputados

| Data     | Partida         | Partida | Partida         | Resultado |
| -------- | --------------- | ------- | --------------- | --------- |
| 02.12.03 | Hungria         | -       | Costa do Marfim | 43 - 25   |
| 02.12.03 | Eslovênia       | -       | China           | 34 - 26   |
| 02.12.03 | Dinamarca       | -       | Alemanha        | 20 - 20   |
| 03.12.03 | Costa do Marfim | -       | Eslovênia       | 28 - 32   |
| 03.12.03 | Alemanha        | -       | Hungria         | 30 - 27   |
| 03.12.03 | China           | -       | Dinamarca       | 20 - 29   |
| 05.12.03 | Hungria         | -       | Eslovênia       | 38 - 25   |
| 05.12.03 | Alemanha        | -       | China           | 30 - 28   |
| 05.12.03 | Dinamarca       | -       | Costa do Marfim | 24 - 21   |
| 06.12.03 | Costa do Marfim | -       | Alemanha        | 17 - 36   |
| 06.12.03 | Hungria         | -       | China           | 34 - 30   |
| 06.12.03 | Eslovênia       | -       | Dinamarca       | 29 - 21   |
| 07.12.03 | China           | -       | Costa do Marfim | 31 - 26   |
| 07.12.03 | Eslovênia       | -       | Alemanha        | 29 - 28   |
| 07.12.03 | Dinamarca       | -       | Hungria         | 19 - 29   |

## Segunda Fase

### Grupo 1
| Time                | P | V | E | D | GP  | GC  | SG  | Pts |
| ------------------- | - | - | - | - | --- | --- | --- | --- |
| França              | 5 | 4 | 0 | 1 | 128 | 121 | +7  | 8   |
| Coreia do Sul       | 5 | 3 | 0 | 2 | 158 | 151 | +7  | 6   |
| Espanha             | 5 | 2 | 1 | 2 | 139 | 138 | +1  | 5   |
| Rússia              | 5 | 2 | 1 | 2 | 129 | 129 | 0   | 5   |
| Sérvia e Montenegro | 5 | 2 | 0 | 3 | 145 | 158 | -13 | 4   |
| Áustria             | 5 | 1 | 0 | 4 | 149 | 151 | -2  | 2   |

- Encontros disputados

| Data     | Partida             | Partida | Partida             | Resultado |
| -------- | ------------------- | ------- | ------------------- | --------- |
| 09.12.03 | Espanha             | -       | Áustria             | 27 - 26   |
| 09.12.03 | Sérvia e Montenegro | -       | Rússia              | 31 - 27   |
| 09.12.03 | França              | -       | Coreia do Sul       | 25 - 27   |
| 10.12.03 | Rússia              | -       | Espanha             | 25 - 25   |
| 10.12.03 | Áustria             | -       | França              | 25 - 28   |
| 10.12.03 | Coreia do Sul       | -       | Sérvia e Montenegro | 33 - 35   |
| 11.12.03 | Sérvia e Montenegro | -       | Áustria             | 27 - 38   |
| 11.12.03 | Espanha             | -       | Coreia do Sul       | 29 - 32   |
| 11.12.03 | França              | -       | Rússia              | 20 - 19   |

### Grupo 2
| Time      | P | V | E | D | GP  | GC  | SG  | Pts |
| --------- | - | - | - | - | --- | --- | --- | --- |
| Hungria   | 5 | 3 | 1 | 1 | 154 | 129 | +25 | 7   |
| Ucrânia   | 5 | 3 | 1 | 1 | 132 | 140 | -8  | 7   |
| Noruega   | 5 | 3 | 1 | 1 | 142 | 133 | +9  | 7   |
| Eslovênia | 5 | 2 | 0 | 3 | 137 | 149 | -12 | 4   |
| Roménia   | 5 | 1 | 1 | 3 | 135 | 140 | -5  | 3   |
| Alemanha  | 5 | 1 | 0 | 4 | 134 | 143 | -9  | 2   |

- Encontros disputados

| Data     | Partida   | Partida | Partida   | Resultado |
| -------- | --------- | ------- | --------- | --------- |
| 09.12.03 | Noruega   | -       | Alemanha  | 31 - 30   |
| 09.12.03 | Roménia   | -       | Hungria   | 27 - 30   |
| 09.12.03 | Ucrânia   | -       | Eslovênia | 26 - 25   |
| 10.12.03 | Hungria   | -       | Noruega   | 24 - 24   |
| 10.12.03 | Alemanha  | -       | Ucrânia   | 23 - 25   |
| 10.12.03 | Eslovênia | -       | Roménia   | 30 - 28   |
| 11.12.03 | Roménia   | -       | Alemanha  | 31 - 23   |
| 11.12.03 | Noruega   | -       | Eslovênia | 29 - 28   |
| 11.12.03 | Ucrânia   | -       | Hungria   | 23 - 35   |

## Fase Final
|  | Semifinal      | Semifinal |    |  | Final          | Final |  |
|  |                |           |    |  |                |       |  |
|  | 13 / 12 / 2003 |           |    |  |                |       |  |
|  | França         | 28        |    |  |                |       |  |
|  | Ucrânia        | 26        |    |  |                |       |  |
|  |                |           |    |  |                |       |  |
|  |                |           |    |  | 14 / 12 / 2003 |       |  |
|  |                |           |    |  | França         | 32    |  |
|  |                | Hungria   | 29 |  |                |       |  |
|  |                |           |    |  |                |       |  |
|  |                |           |    |  |                |       |  |
|  |                |           |    |  |                |       |  |
|  | 13 / 12 / 2003 |           |    |  |                |       |  |
|  | Hungria        | 40        |    |  |                |       |  |
|  | Coreia do Sul  | 38        |    |  |                |       |  |

### Classificação Geral
| 1. França              |
| 2. Hungria             |
| 3. Coreia do Sul       |
| 4. Ucrânia             |
| 5. Espanha             |
| 6. Noruega             |
| 7. Rússia              |
| 8. Eslovênia           |
| 9. Sérvia e Montenegro |
| 10. Roménia            |
| 11. Áustria            |
| 12. Alemanha           |
| 13. Dinamarca          |
| 14. Croácia            |
| 15. Chéquia            |
| 16. Japão              |
| 17. Angola             |
| 18. Tunísia            |
| 19. China              |
| 20. Brasil             |
| 21. Costa do Marfim    |
| 22. Argentina          |
| 23. Austrália          |
| 24. Uruguai            |

| Campeonato Mundial de Handebol Feminino de 2003 |
| Campeão                                         |
| ----------------------------------------------- |
| França 1º Título                                |

## Ligações Externas
- International Handball Federation.info (em inglês)